# Linde AG
Linde é uma empresa multinacional de produtos químicos fundada na Alemanha e, desde 2018, domiciliada na Irlanda e com sede no Reino Unido. A Linde é a maior empresa de gases industriais do mundo por participação de mercado e receita. Atende a clientes nos setores de saúde, refino de petróleo, manufatura, alimentos, carbonatação de bebidas, fibra ótica, siderurgia, aeroespacial, equipamentos de manuseio de materiais (MHE), produtos químicos, eletrônicos e tratamento de água. O principal negócio da empresa é a fabricação e distribuição de gases atmosféricos, incluindo oxigênio, nitrogênio, argônio, gases raros e gases de processo, incluindo dióxido de carbono, hélio, hidrogênio, amônia, gases eletrônicos, gases especiais e acetileno.
A empresa foi formada pela fusão, em 2018, da Linde da Alemanha (fundada em 1879) e da Praxair (fundada em 1907 como Linde Air Products Company) dos Estados Unidos. A holding resultante foi incorporada na Irlanda.
A empresa está classificada em 463º lugar no ranking Fortune Global 500 e 187º na Forbes Global 2000.

## Histórico
Em 2006, adquiriu a The BOC Group e passou a denominar-se The Linde Group.

## Galeria
- Ficheiro:Angerhof.jpg

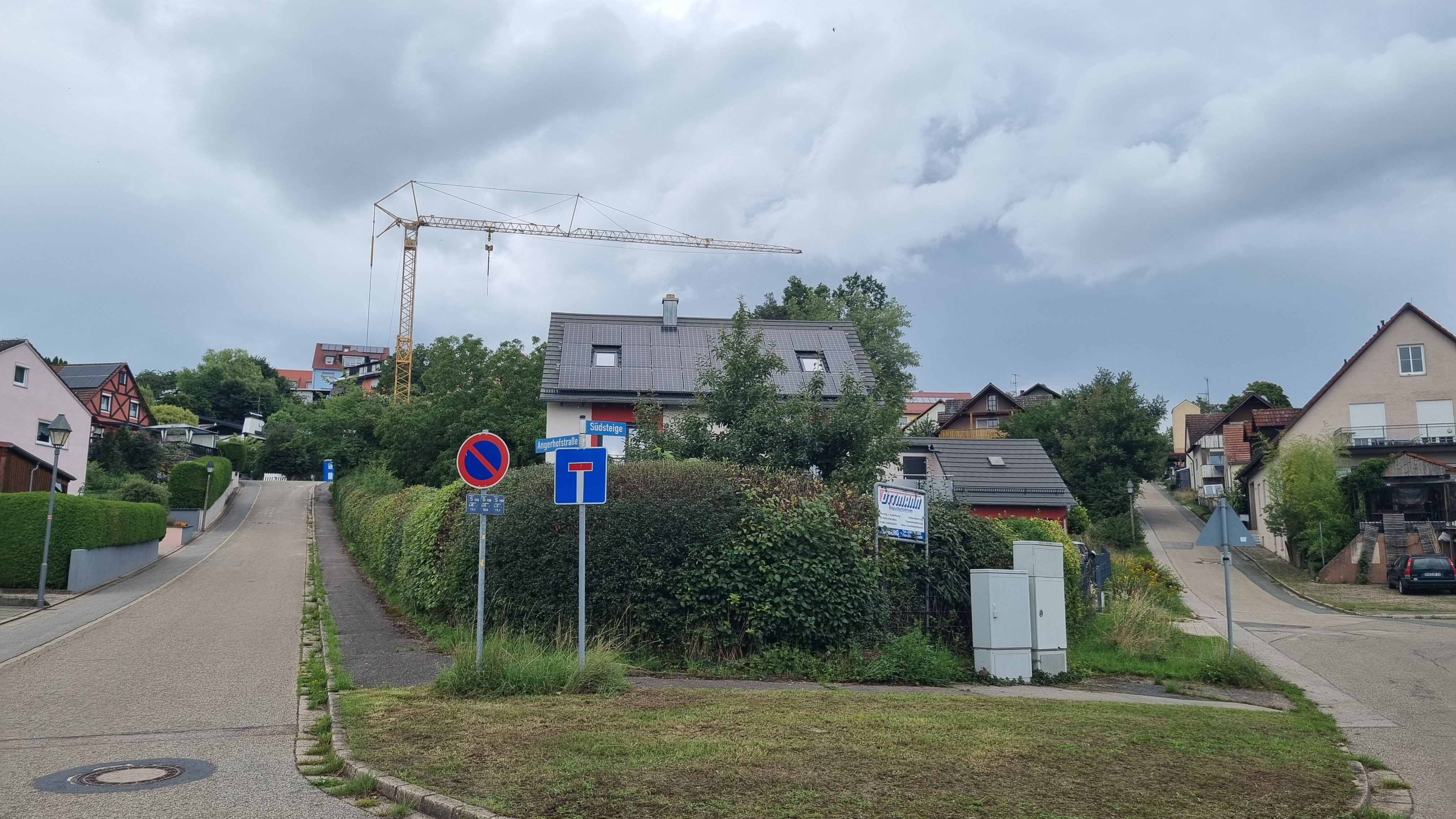
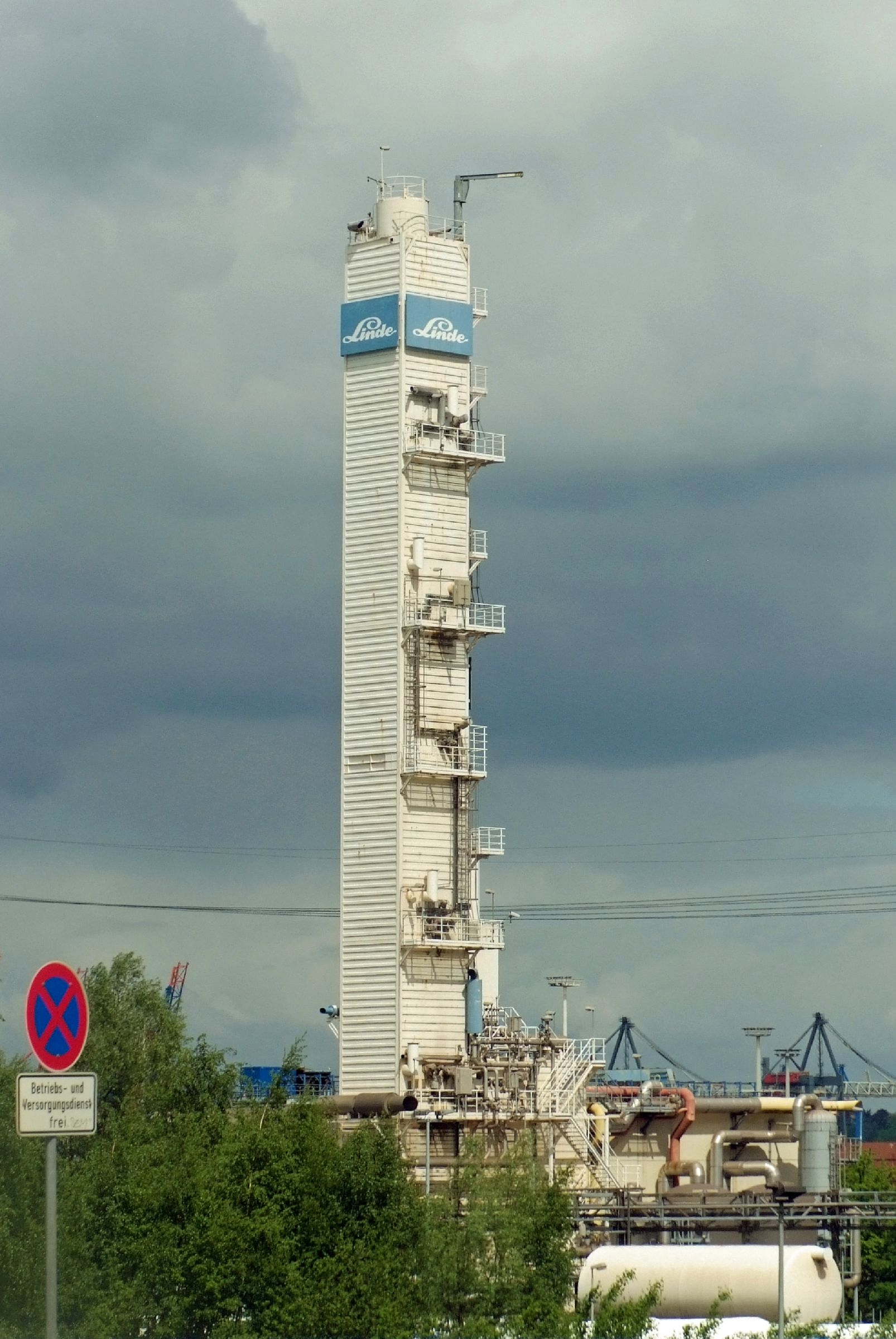
Linde Gas, Hamburg-Wilhelmsburg
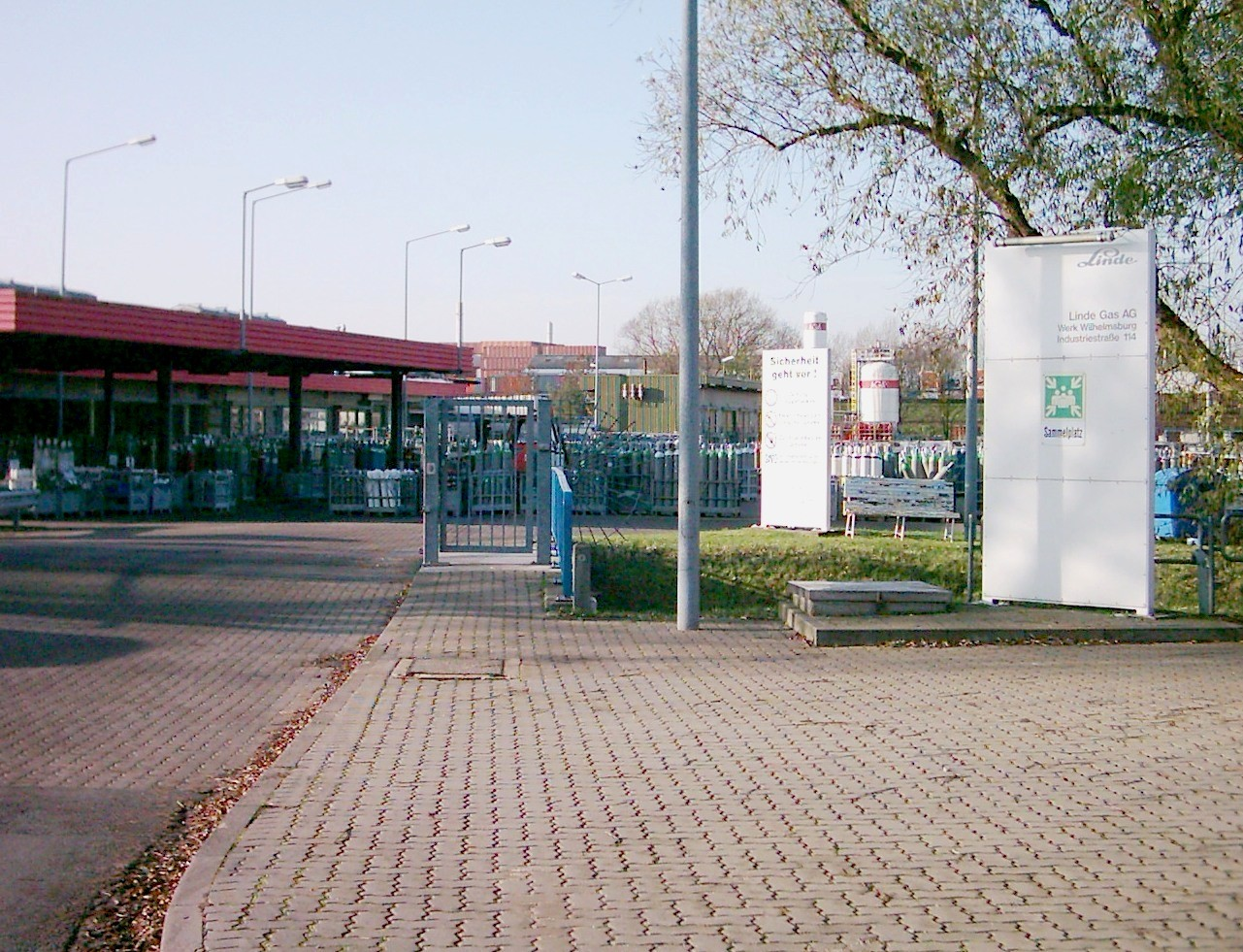
Linde Gas, Hamburg-Wilhelmsburg
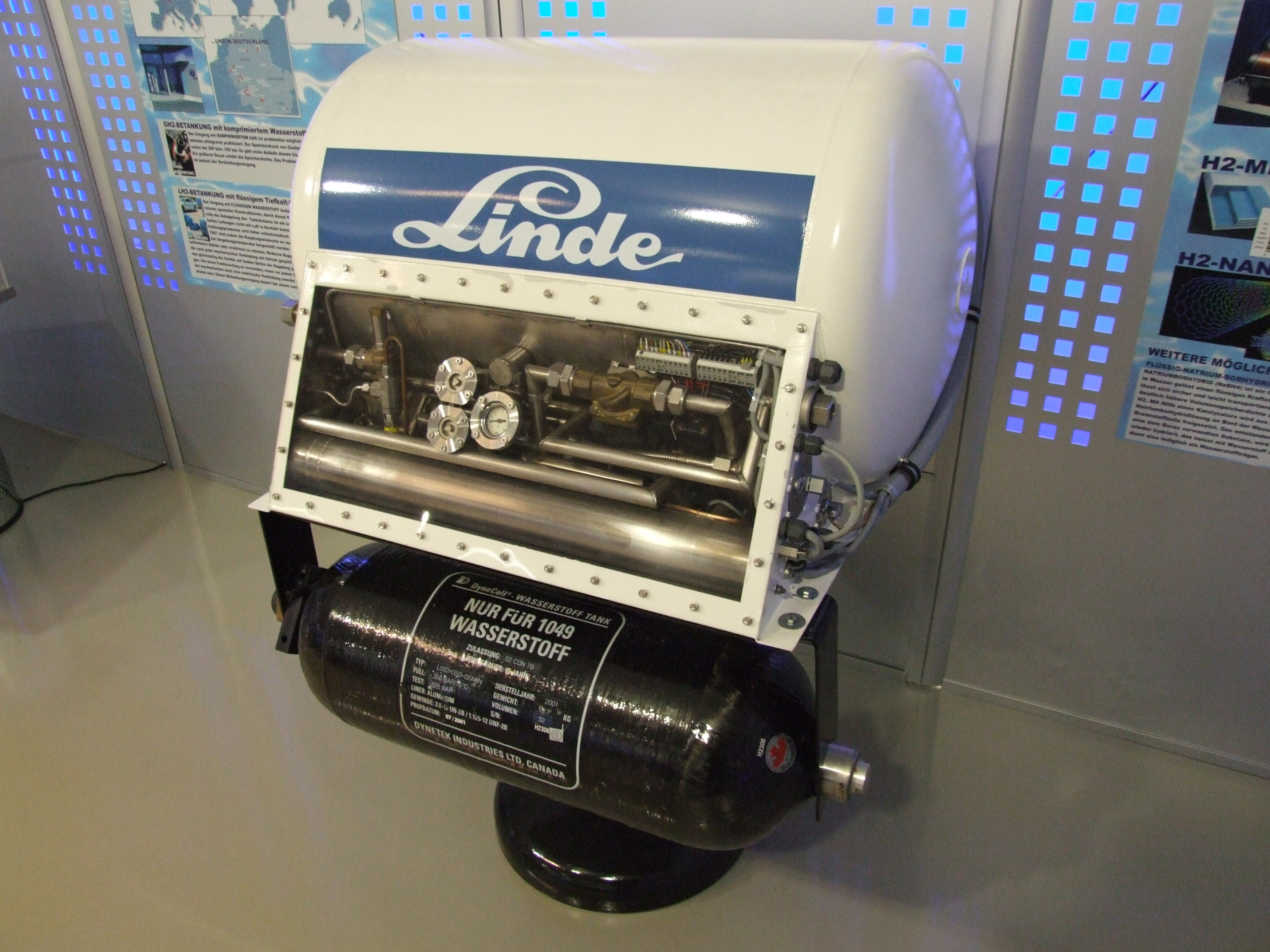
Tanque de hidrogênio líquido em Linde, Museum Autovision, Altlußheim, Alemanha
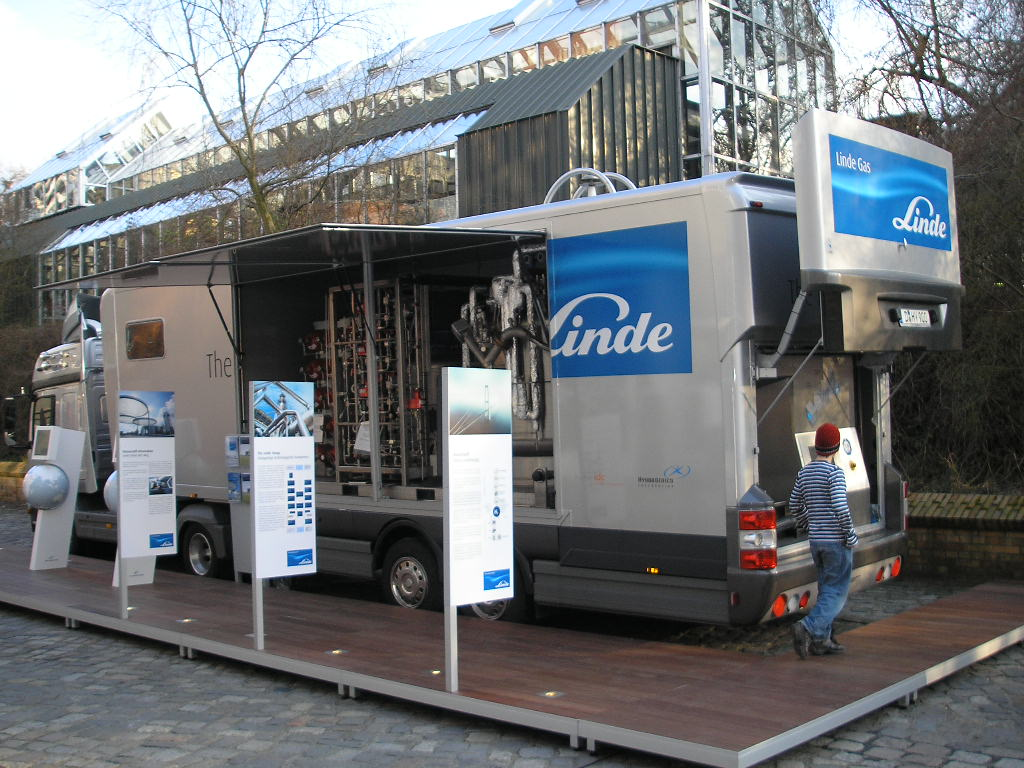
trailH2
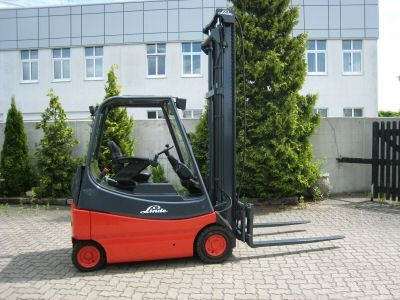
Linde E20

1. 1 2  «Annual Report 2016» (PDF). Linde. Consultado em 9 de março de 2017. Cópia arquivada (PDF) em 24 de janeiro de 2018
2. ↑  «Annual Report 2015» (PDF). Linde. Consultado em 11 de março de 2016. Cópia arquivada (PDF) em 10 de setembro de 2016
3. ↑  «Linde plc - Imprint - Information about incorporation». Consultado em 21 de maio de 2021
4. ↑  «Fortune Global 500: Linde». Fortune
5. ↑  «Linde». Forbes
6. ↑  «Germany's Linde acquires BOC to create world's biggest gases group». The Guardian (em inglês). 6 de março de 2006. ISSN 0261-3077. Consultado em 26 de abril de 2024